# Лорікет червонолобий
Лоріке́т червонолобий (Hypocharmosyna rubronotata) — вид папугоподібних птахів родини Psittaculidae. Мешкає на Новій Гвінеї та на сусідніх островах.

## Опис
Довжина птаха становить 17 см, вага 30-35 г. Виду притаманний статевий диморфізм. Верхня частина тіла яскраво-зелена, нижня частина тіла жовтувато-зелена. У самців номінативного підвиду лоб і передня частина тімені червоні, скроні фіолетові або сині, поцятковані блакитними смужками. нижні покривні пера крил червоні, хвіст зелений, на кінці жовтий, крайні стернові пера біля основи червоні. У самиць лоб і передня частина зелені, скроні зелені, поцятковані зеленуватими або жовтими смужками. Нижні покривні пера крил зелені, на верхніх покривних перах хвоста червоні плями. У самців підвиду H. r. kordoana пляма на лобі більша, однак менш яскрава, плями на скронях блідіші, блакитні. Забарвлення молодих птахів подібне до забарвлення самиць, однак у молодих самців нижні покривні пера крил червоні, скроні темні, під крилами жовта смуга. Очі світло-карі, дзьоб коричневий.

## Підвиди
Виділяють два підвиди:
- H. r. kordoana (Meyer, AB, 1874) — острів Біак[en];
- H. r. rubronotata (Wallace, 1862) — острів Салаваті[en] в архіпелазі Раджа-Ампат, півострів Чендравасіх і північ Нової Гвінеї.

## Поширення і екологія
Червонолобі лорікети мешкають в Індонезії і Папуа Новій Гвінеї. Вони живуть у вологих рівнинних і гірських тропічних лісах, на узліссях і кокосових плантаціях. Зустрічаються зграйками до 10 птахів, на висоті до 900 м над рівнем моря. Живляться пилком, нектаром, квітками і насінням. Гніздяться у липні-серпні. В кладці 2 яйця розміром 17×13,5 мм. Інкубаційний період триває 23 дні, пташенята покидають гніздо у віці 7 тижнів.